# PIF (企業)
PIF株式会社（PIF co.ltd）は、大阪府大阪市に本社を置く、
日本のPR企画やクリエイティブ制作を営む会社である。

## 概要
東京・大阪を中心にデジタルマーケティング、プロダクトマネージメント、キャスティング、イベントマネージメント、ブランディングマネージメント、ビジュアルディレクションのPRプロモーション業務を行っている。

## 業務内容
- デジタルマーケティング事業
- プロダクトマネージメント事業
- キャスティング事業
- イベントマネージメント事業
- ブランディングマネージメント事業
- ビジュアルディレクション事業

## 関連会社
- 株式会社PIFcreato
- 株式会社TRAPEZISTE

## 業務提携
- ASOBISYSTEM株式会社